# Giáo hoàng đối lập Hônôriô II
Giáo hoàng đối lập Hônôriô II, còn gọi là Honorius II (qua đời năm 1072) tên thật là Pietro Cadalus là một giáo hoàng đối lập từ năm 1061 – 1072. Ông sinh tại Verona và trở thành Giám mục của Parma vào năm 1046. Ông qua đời năm 1072 tại xứ Parma.

## Quá trình lên ngôi
Sau cái chết của giáo hoàng Nicôla II (1059 - 1061) vào tháng 7 năm 1061, đã xuất hiện hai nhóm khác nhau trong việc bầu chọn tân Giáo hoàng. Các vị Hồng y dưới sự chỉ đạo của Hildebarand (người sau này trở thành Giáo hoàng Gregory VII) đã gặp nhau và bầu giáo hoàng Alexanđê II (1061-1073) vào ngày 30 tháng 9 năm 1061. Giáo hoàng Alexanđê II là một trong những người lãnh đạo của phe cải cách trong vai trò như Anselm Già, Giám mục của Lucca.
Hai mươi tám ngày sau khi Giáo hoàng Alexanđê II được bầu, một nhóm bao gồm các Giám mục Đức và Lombard cùng với một số nhân vật có địa vị có khuynh hướng bảo thủ trái ngược với việc cải cách đã gặp nhau tại Basel dưới sự bảo trợ của Hoàng hậu Agnes (mẹ và là người nhiếp chính của Hoàng đế Henry IV 1056-1105) và được lãnh đạo bởi đại pháp quan hoàng gia Wilbert. Cuộc bầu chọn vào ngày 28 tháng 10 năm 1061 đã bầu chọn Cadalus, Giám mục của Parma vào ngôi Giáo hoàng với tên gọi là Hônôriô II.
Với sự hỗ trợ của hoàng hậu và một số quý tộc, vào mùa xuân năm 1062, Giáo hoàng đối lập Hônôriô II cùng với Quân đội của ông ta đã hành quân tới kinh thành Rôma nhằm giành lấy ngôi Giáo hoàng bằng vũ lực. Giám mục Benzo của Alba đã giúp đỡ ông ta trong vai trò đặc sứ của hoàng đế tới Rôma và Cadalus đã tiến tới Sutri. Vào ngày 14 tháng 4 một cuộc xung đột ngắn ngủi nhưng đẫm máu đã diễn ra tại Rôma. Trong trận chiến này, các lực lượng của Alexanđê II bị thua trận và Hônôriô II đã giành được quyền kiểm soát vùng ngoại vi thánh đường thánh Phêrô.
Công tước Godfrey của Lorraine đã đến vào tháng 5 năm 1062 mang đến cho cả hai đối thủ một quyết định quan trọng của nhà vua. Theo đó, Giáo hoàng đối lập Hônôriô II rút khỏi Parma và Alexanđê II quay trở lại tòa Giám mục ở Lucca trong khi chờ đợt sự thương thuyết giữa Godfrey với hội nghị tại Đức và các cố vấn của hoàng đế trẻ tuổi Henry IV.
Trong khi đó tại Đức đã nổ ra một biến loạn. Anno, tổng Giám mục của Cologne với quyền lực của mình đã giành được quyền nhiếp chính, hoàng hậu Agnes đã buộc phải vào nhà tu kín Fructuaria ở Piedmont. Quyền lãnh đạo ở Đức đã thuộc về Anno, người thù địch với Giáo hoàng đối lập Hônôriô II.
Ông đã công khai chống lại Cadalus, vị nhiếp chính mới tại Công đồng tại Augsburg (tháng 10 năm 1062) đã kiên quyết gửi đến Rôma một vị đặc sứ nhằm mục đích điều tra lời buộc tội buôn bán chức thánh chống lại Alexanđê II. Đặc sứ Burchard II, Giám mục của Halberstadt (cháu của Anno) đã không phản đối cuộc bâì của Alexanđê II. Ngay sau đó, Alexanđê II đã được công nhận là Giáo hoàng hợp pháp và đối thủ của ông, Cadalus (Hônôriô II) đã bị dứt phép thông công vào năm 1063.
Tuy nhiên, vị Giáo hoàng đối lập đã tuyên bố không từ bỏ chức vụ của mình. Một hội nghị đối lập đã được tổ chức tại Parma bất chấp việc dứt phép thông công. Ông đã tập hợp được một lực lượng vũ trang và một lần nữa quay trở lại Rôma, nơi ông đã giành quyền tại Lâu đài các thiên thần.
Cuộc chiến tiếp theo giữa Giáo hoàng với đối thủ của mình kéo dài trong vòng một năm. Cuối cùng, Giáo hoàng đối lập Hônôriô II đã buộc phải rút chạy khỏi Rôma và quay trở về Parma.
Công đồng tại Mantua vào ngày Lễ ngũ tuần 31 tháng 5 năm 1064 đã kết thúc việc ly giáo và tuyên bố Alexanđê II là Giáo hoàng hợp pháp, người thừa kế chức vụ từ thánh Phêrô. Tuy nhiên, Hônôriô II vẫn cho mình là Giáo hoàng cho đến khi ông qua đời năm 1072.